# Lacolle
Lacolle es un municipio de la provincia de Quebec en Canadá. Es uno de los municipios pertenecientes al municipio regional de condado de Le Haut-Richelieu, en la región de Montérégie-Est en Montérégie.

## Geografía

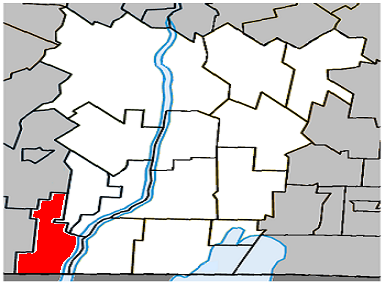
Ubicación de Lacolle en el MRC de Le Haut-Richelieu

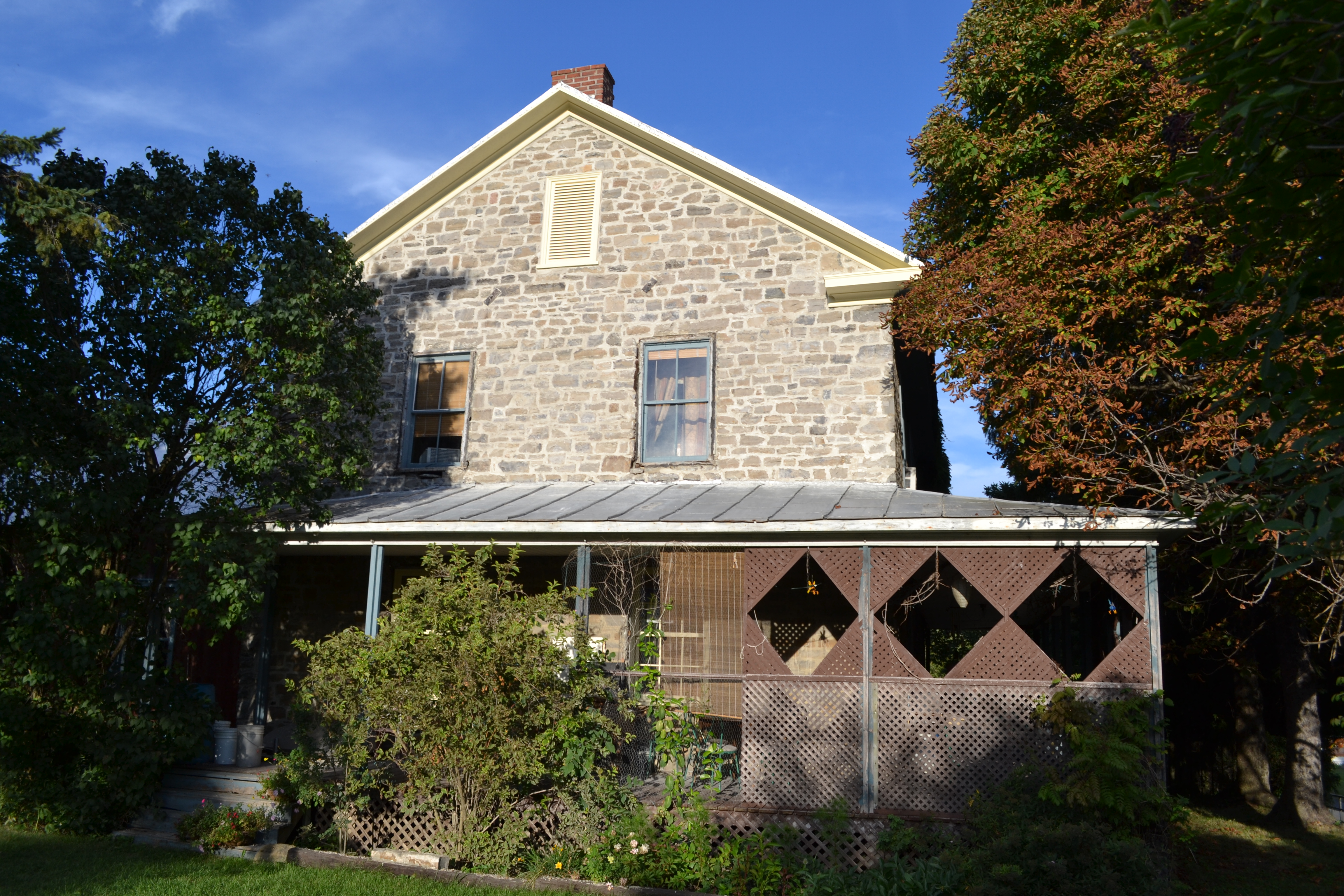
Casa por la rue Van Vliet

Lacolle se encuentra por la ribera izquierda del río Richelieu, 15 kilómetros al sur de Napierville y 58 kilómetros al sureste de Montreal, a la extremidad sur de Montérégie, por la frontera de Quebec con el estado estadounidense de Nueva York. Está ubicado entre Saint-Bernard-de-Lacolle al oeste, Saint-Cyprien-de-Napierville al noroeste, Saint-Valentin y Saint-Paul-de-l'Île-aux-Noix al noreste, el río Richelieu al este así como Champlain y Rouses Point en el estado de Nueva York al sur. En la ribera opuesta del Richelieu es encuentra Noyan. Su superficie total es de 53,32 km² cuyos 49,33 km² son tierra firme. El río Lacolle baña el territorio de Lacolle antes de desembocar en el Richelieu.

## Urbanismo
La autopista 15 permite de acceder a la localidad. Las carreteras 202, 221, y 223 atraviesan el territorio.

## Historia

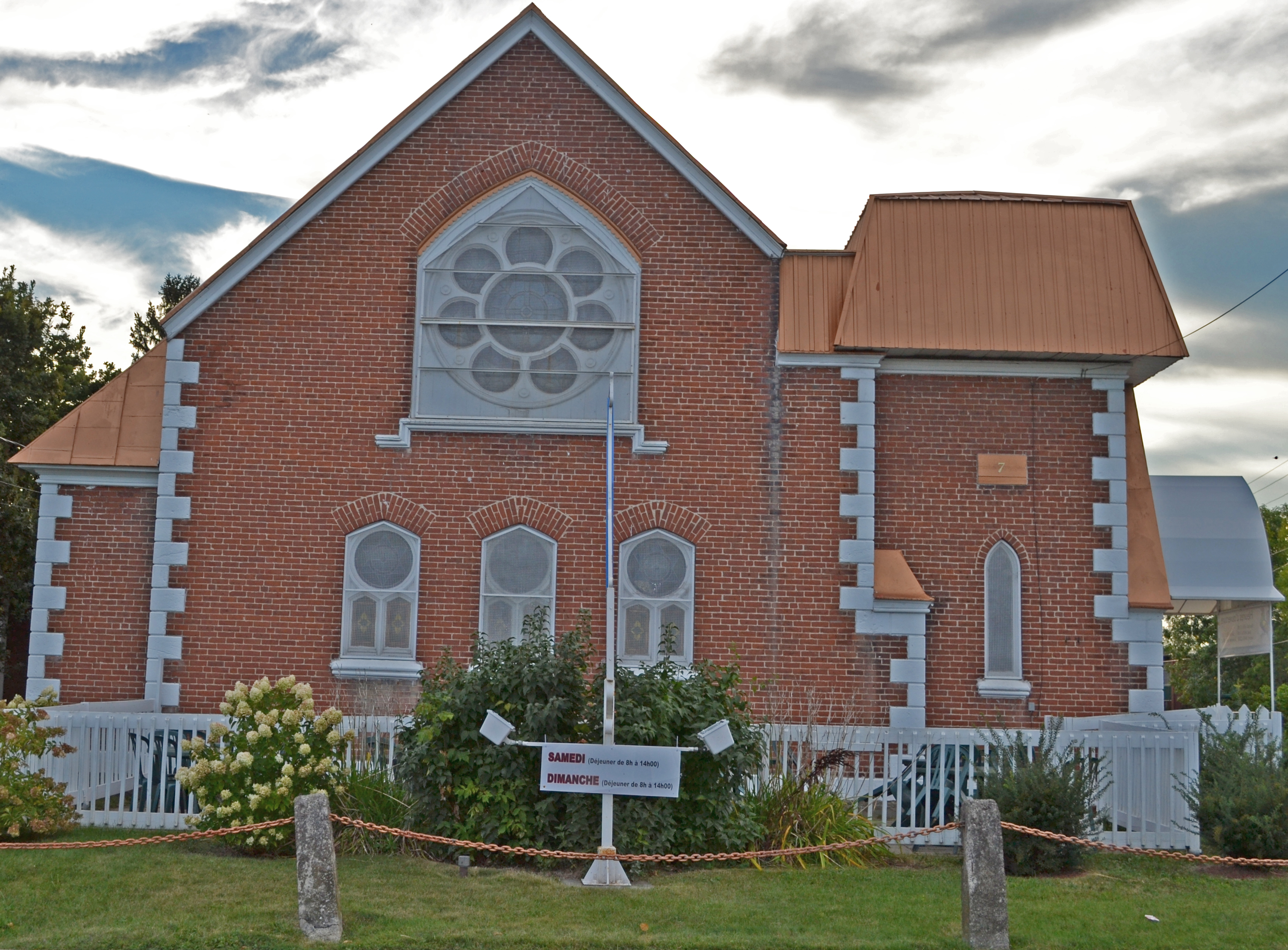
Antigua iglesia anglicana Saint Saviour

En 1743, el señorío de la Colle fue concedido a Daniel-Hyacinthe-Marie Linéard de Beaujeu, en los alrededores del río Lacolle, cuyo nombre (la colle) es una palabra dialectal significando la colina. En 1838, durante la Rebelión de los Patriotas, éstos sufrieron una derrota contra el general inglés Colborne. Al fin del siglo XIX, el municipio de Cantic, donde se había estableciendo la empresa Canada Atlantic Railway, fue fundado por separación de Saint-Bernard-de-Lacolle. El roble que era transportado por el Richelieu entre Vermont y la ciudad de Quebec llevaba en tránsito en esta localidad. Esta fue renombrada municipio de parroquia de Notre-Dame-du-Mont-Carmel en 1913. En 1920, el municipio de pueblo de Lacolle fue creado por separación de Saint-Bernard-de-Lacolle. La estación de Lacolle fue construida en 1930. En 2001,el municipio de pueblo de Lacolle e el municipio de parroquia de Notre-Dame-du-Mont-Carmel se coaligaron para formar el municipio actual de Lacolle.

## Política

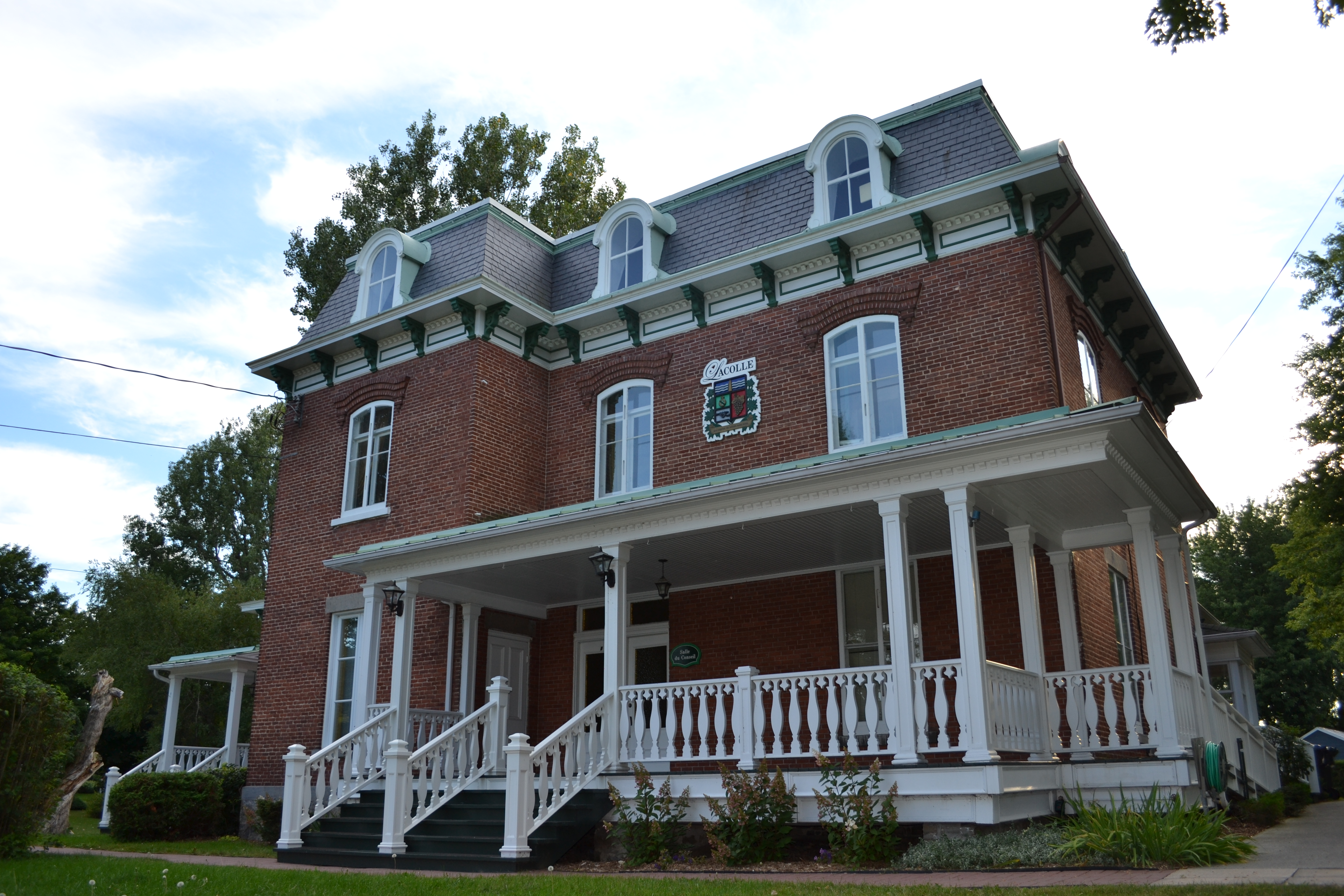
Ayuntamiento

El escudo del municipio recuerda el Richelieu. El alcalde actual (2014) está Roland-Luc Béliveau. El consejo municipal es compuesto de seis consejeros sin división territorial.
|            | 2005-2009                                                                            | 2009-2013 | 2013-2017                                                                                        |
| Alcalde    | Yves Duteau                                                                          | Yves Duteau | Roland-Luc Béliveau                                                                              |
| Consejeros | Harold Audit Linda Brouillard Roger Côté Guy Lamirande Robert Patenaude Réal Trudeau | Linda Brouillard Samuel Comtois Huguette Hébert Guy Lamirande Martin Lebrun** Nathalie Lemieux** Robert Patenaude Stéphane Rousseau** Sylvie Royer | Pierre Bilodeau Patrice Deneault Martin Lebrun Jacques Lemaistre-Caron France Murray Hugo Perras |

* Consejero al inicio del termo pero no al fin.  ** Consejero al fin del termo pero no al inicio.
El municipio está incluso en las circunscripciones electorales de Huntingdon a nivel provincial y de Saint-Jean también a nivel federal.

## Demografía
Según el censo de Canadá de 2011, había 2680 habitantes en este municipio, la densidad de población era de 54,0 hab./km² y la población había aumento de 6,7% entre 2006 y 2011. Hubo 1185 inmuebles particulares de los cuales 1123 estaban ocupados por residentes habituales. La población del pueblo de Lacolle fue de 1679 habitantes en 2011.
Evolución de la población total, 1986-2011